# Eumanota suthepensis
Eumanota suthepensis är en tvåvingeart som beskrevs av Soli 2002. Eumanota suthepensis ingår i släktet Eumanota och familjen svampmyggor.
Artens utbredningsområde är Thailand. Inga underarter finns listade i Catalogue of Life.